# Wolf Lake
Wolf Lake è una serie televisiva statunitense horror prodotta nel 2001 dalla Big Ticket Television e trasmessa dalla CBS. 

## Episodi
| Stagione       | Episodi | Prima TV originale | Prima TV Italia |
| -------------- | ------- | ------------------ | --------------- |
| Prima stagione | 11      | 2001-2002          |                 |